# 館田駅
館田駅（たちたえき）は青森県平川市館田中前田にある、弘南鉄道弘南線の駅である。駅番号はKK 05。難読駅名である。

## 歴史
- 1927年（昭和2年）9月7日：路線と共に開業[1]。
- 1974年（昭和49年）10月1日：業務委託化。
- 1984年（昭和59年）7月1日：貨物取扱廃止。
- 1997年（平成9年）8月25日：午後1時40分ごろ、駅構内のポイント付近で上下列車が正面衝突し、32人が重軽傷を負う事故が発生[2]。当駅で列車交換する上り列車の運転士が考え事をしていて下り列車の到着を忘れ、そのまま赤信号を見落として出発したため発生した事故で、のちに運転士は業務上過失往来危険等により執行猶予付き有罪判決を受けた[3]。
- 2006年（平成18年）4月1日：業務委託廃止、無人化。

## 駅構造
島式ホーム1面2線を有する地上駅。無人駅である。トイレは駅前に男女共用の汲み取り式トイレが設置されていたが、現在は撤去されている。
のりば
| 番線   | 路線    | 方向 | 行先     |
| ------ | ------- | ---- | -------- |
| 駅舎側 | ■弘南線 | 上り | 弘前方面 |
| 反対側 | ■弘南線 | 下り | 黒石方面 |

※案内上ののりば番号は割り当てられていない。

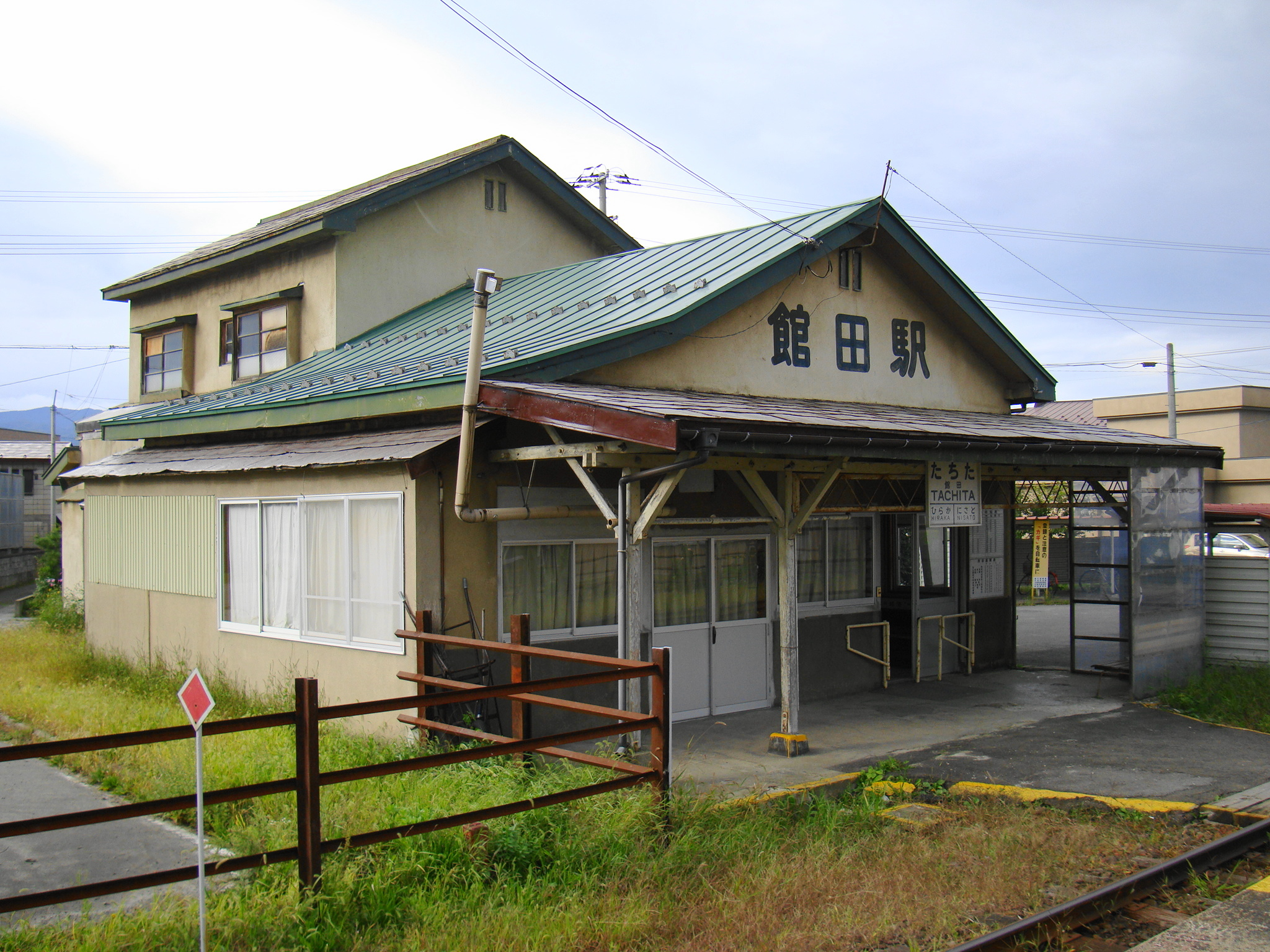
ホーム側から見た駅舎
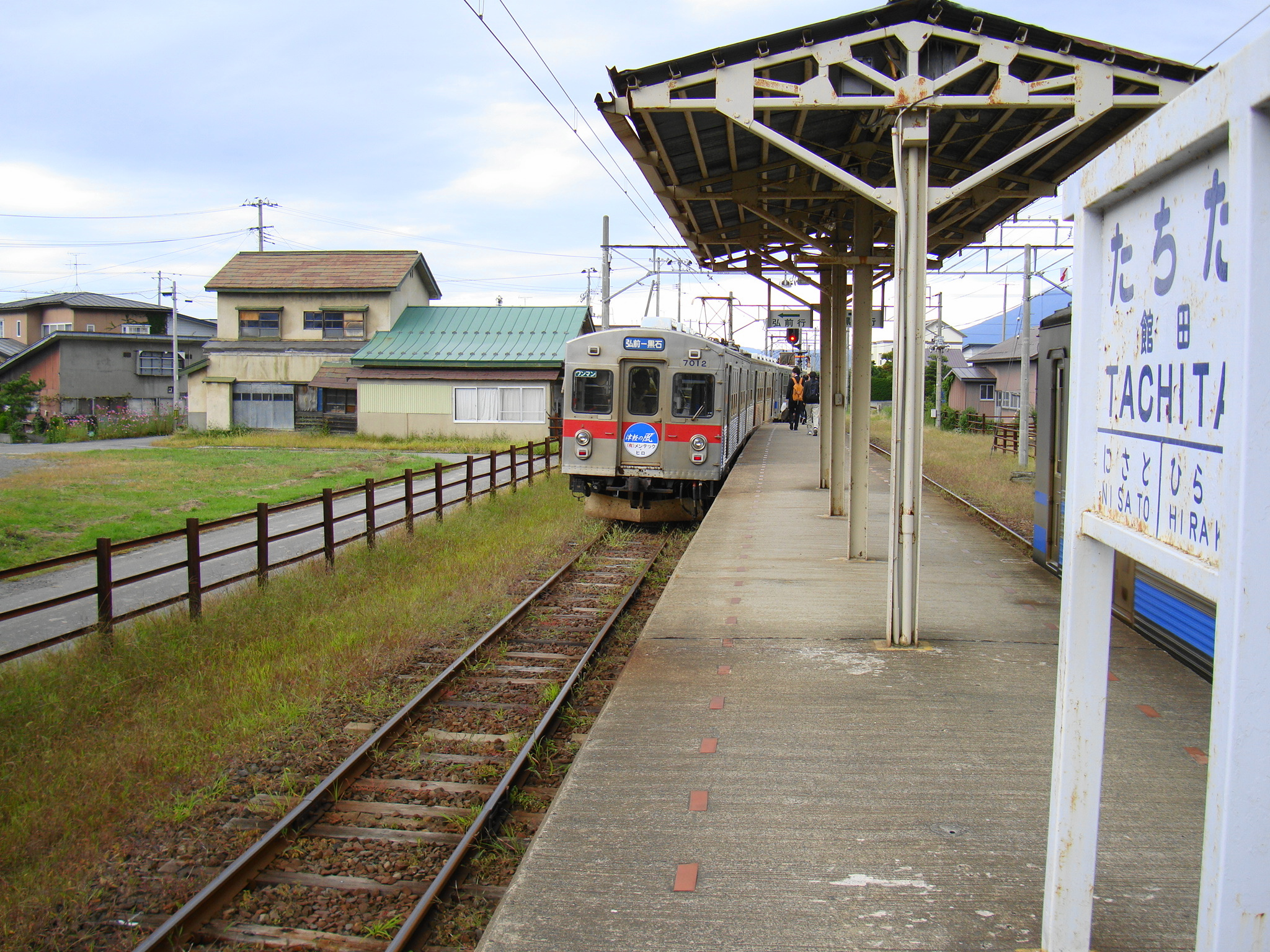
ホーム

## 利用状況
| 1日乗降人員推移 | 1日乗降人員推移 |
| 年度            | 1日平均人数     |
| --------------- | --------------- |
| 2011年          | 164             |
| 2012年          | 170             |
| 2013年          | 188             |
| 2014年          | 172             |
| 2015年          | 164             |
| 2016年          | 180             |
| 2017年          | 184             |

## 駅周辺
農村部に位置するため、水田がすぐに見える。
- 青森県道104号館田停車場線
- 館田温泉
- JA津軽みらい低温農業倉庫

## バス路線
- 平川市循環バス
  - 杉館・松崎線
  - 岩館・大坊線

## 隣の駅
弘南鉄道
■弘南線
新里駅（KK 04） - 館田駅（KK 05） - 平賀駅（KK 06）